# Ahmedabad Challenger
L'Ahmedabad Challenger è stato un torneo professionistico di tennis giocato su campi in terra rossa. Faceva parte dell'ATP Challenger Series. Si giocava annualmente a Ahmedabad in India dal 1995 al 2000.
Il record per vittorie nel singolare appartiene a Vadim Kucenko con due trofei.

## Albo d'oro

### Singolare
| Anno | Campione          | Finalista          | Punteggio     |
| ---- | ----------------- | ------------------ | ------------- |
| 2000 | Vadim Kucenko (2) | Oren Motevassel    | 6–2, 6-4      |
| 1999 | Non disputato     | Non disputato      | Non disputato |
| 1998 | Antony Dupuis     | Oleg Ogorodov      | 6–4, 6–2      |
| 1997 | Vadim Kucenko (1) | Herbert Wiltschnig | 6–1, 6–4      |
| 1996 | Nuno Marques      | Eyal Ran           | 6–3, 6–1      |
| 1995 | Tomas Nydahl      | Eyal Ran           | 6–4, 6–0      |

### Doppio
| Anno | Campioni                          | Finalisti                      | Punteggio     |
| ---- | --------------------------------- | ------------------------------ | ------------- |
| 2000 | Cédric Kauffmann Fazaluddin Syed  | Justin Bower Damien Roberts    | 3–6, 6–4, 6–4 |
| 1999 | Non disputato                     | Non disputato                  | Non disputato |
| 1998 | Noam Okun Nir Welgreen            | Noam Behr Eyal Ran             | 3–6, 6–0, 6–4 |
| 1997 | Emanuel Couto João Cunha e Silva  | Gouichi Motomura Oleg Ogorodov | 6–4, 3–6, 6–3 |
| 1996 | Mahesh Bhupathi Leander Paes      | Georg Blumauer Udo Plamberger  | 6–3, 3–6, 6–3 |
| 1995 | Pietro Pennisi Davide Sanguinetti | Ivan Baron João Cunha e Silva  | 7–6, 6–4      |